# 尤开元
尤开元（1925年11月—2006年），男，汉族，安徽蚌埠人，中华人民共和国政治人物。曾任人民出版社编审。新中国60年百名优秀出版人物。